# Sowjetische Badmintonmeisterschaft 1973
Die Sowjetische Badmintonmeisterschaft 1973 fand vom 24. bis zum 28. Oktober 1973 in Kiew statt.

## Die Sieger und Platzierten
| Disziplin    | Gold                                   | Silber                          | Bronze                               |
| ------------ | -------------------------------------- | ------------------------------- | ------------------------------------ |
| Herreneinzel | Semjon Rosin                           | Viktor Shvachko                 | Konstantin Vavilov                   |
| Dameneinzel  | Irina Shevchenko                       | Alla Zvonareva                  | Natalja Damaskina                    |
| Herrendoppel | Konstantin Vavilov Nikolay Peshekhonov | Vladimir Nikiforov G. Filimonov | Mikhail Chervyakov Sergey Petrov     |
| Damendoppel  | Ljudmila Markowa Reet Valgmaa          | Irina Shevchenko Ljudmila Kosse | Natalja Damaskina Alla Zvonareva     |
| Mixed        | Konstantin Vavilov Natalja Damaskina   | Viktor Shvachko Nina Kosjak     | Nikolay Peshekhonov Irina Shevchenko |